# Гумендженски етнографски музей
Гумендженски етнографски музей (на гръцки: Λαογραφικό Μουσείο Γουμένισσας) е музей в град Гумендже (Гумениса), Гърция.

## История
Музеят е създаден в 1991 година от Христос и Катерина Алеврас. Разположен в двуетажна къща по пътя от Гумендже към Крива (Гривас) и има за цел запазване на фолклорната традиция у младите поколения. На приземния етаж са изложени мъжки и женски народни ежедневни и празнични носии от цяла Македония, както и каракачански и гръцки тракийски носии. Изложени са и униформи на гръцки андарти, участници в Гръцката въоръжена пропаганда в Македония. Има и ръчно бродирани копринени тъкани и ръчно тъкани вълнени одеяла, както и мебели, иконостаси и икони, декоративни и утилитарни кухненски принадлежности от деветнадесети век, многобройни документи от XIX век и лични вещи на гръцки андарти. В музея са изложени и традиционни селскостопански приспособления – плуг, кирки, водни корита, и аксесоари за тъкане – стан, чакръци вретена, совалки.
В мазето са изложени бъчви за вино и ракия, други артефакти, свързани с традиционното вонопроизводство, както и традиционни глинени делви.
- Стан
- Местни женски носии
- Винени бъчви
- Земеделски инструменти